# Казбек, Георгий Николаевич
Георгий Николаевич Казбек (1840—1921) — участник русско-турецкой войны 1877—1878 годов, комендант Ивангородской, Варшавской и Владивостокской крепостей, военный писатель, генерал от инфантерии.

## Биография
Георгий Николаевич Казбек родился 3 ноября 1840 года в дворянской семье. Получив первоначальное образование в Михайловском Воронежском кадетском корпусе, он 16 июня 1860 года поступил на военную службу и, по окончании Константиновского военного училища, был выпущен офицером в 14-й гренадерский Грузинский полк. Продолжая службу, он получил чины штабс-капитана (29 октября 1866 года) и капитана (15 августа 1869 года) и поступил в Николаевскую военную академию Генерального штаба, которую окончил в 1870 году по 1-му разряду, после чего служил на должности Генерального штаба. 3 апреля 1870 года Казбек был произведён в майоры, в следующем году переименован в капитаны Генерального штаба, а 31 марта 1874 года произведён в подполковники.
Во время Русско-турецкой войны 1877—1878 годов Казбек, произведённый в 1877 году за отличие в полковники, занимал должность начальника штаба Рионского (затем Кабулетского) отряда под командованием генерал-лейтенанта И. Д. Оклобжио, в боях был дважды контужен и за отличия награждён золотым оружием с надписью «За храбрость» и орденом Святой Анны 2-й степени с мечами.
По окончании войны Казбек 28 апреля 1878 года был назначен командиром 153-го пехотного Бакинского полка, 11 сентября 1879 года перемещён на должность командира 79-го пехотного Куринского полка, а 6 ноября 1882 года зачислен в запас Генерального штаба. Вновь определённый на службу 14 февраля 1885 года, он командовал 51-м пехотным Литовским полком (с 11 ноября 1887 года по 29 октября 1892 года), а 29 октября 1892 года с производством в генерал-майоры был назначен начальником штаба Варшавской крепости.
С 27 марта 1897 года Казбек являлся окружным генерал-квартирмейстером штаба Варшавского военного округа, 3 июля 1899 года был назначен комендантом Ивангородской крепости и 1 января 1901 года произведён в генерал-лейтенанты (со старшинством с 6 декабря 1900 года). С 23 июня 1902 года Казбек занимал пост коменданта Варшавской крепости, а 25 января 1905 года был переведён на должность коменданта Владивостокской крепости на место назначенного в распоряжение военного министра генерала Д. Н. Воронца.
К концу Русско-японской войны численность гарнизона Владивостокской крепости достигла 60 тысяч человек, причём половина из них являлась призванными из запаса и, по оценке самого генерала Казбека, «был более чем неудовлетворительный состав офицеров и военных чиновников, большинство коих состояло из уволенных в запас за пьянство и другие пороки или полных невежд в военном деле». Несмотря на объявление крепости на осадном положении, среди гарнизона наблюдалось резкое падение дисциплины, усилившееся после приказа главнокомандующего войсками на Дальнем Востоке генерала Н. П. Линевича о роспуске запасных только весной 1906 года и издания Манифеста 17 октября 1905 года.
30 — 31 октября 1905 года во Владивостоке произошло восстание солдат и матросов, которое было прекращено без применения вооружённой силы, причём генерал Казбек вышел к восставшим и обещал удовлетворить заявленные ими требования. Действия Казбека были негативно оценены вышестоящими властями.
В конце декабря 1905 года Казбек убыл в отпуск; в должность коменданта временно вступил генерал А. Н. Селиванов; после его ранения 11 января 1906 года должность коменданта исполняли генералы О. А. Модль и затем Л. К. Артамонов. 7 марта 1906 года Казбек был официально уволен от должности коменданта с назначением в распоряжение командующего войсками на Дальнем Востоке генерала Н. И. Гродекова, а с 14 декабря того же года состоял в прикомандировании к Главному штабу.
25 сентября 1907 года Казбек был произведён в генералы от инфантерии с увольнением от службы с мундиром и пенсией.
Выйдя в отставку, Казбек поселился в Тифлисе, где проживал по адресу Ольгинская, 4; в 1908—1918 годах был председателем, а в 1918—1921 годах — почётным председателем Общества по распространению грамотности среди грузин; был членом Наблюдательного совета Тифлисского дворянского земельного банка, членом Кавказского кустарного комитета.
После установления Советской власти в Грузии в 1921 году генерал Казбек эмигрировал в Константинополь, где и скончался 14 апреля того же года.
Сын — Константин Георгиевич (1877—?), капитан, женат с 1915 г. на княжне Нине Григорьевне Дадиани (1894—1962)

## Сочинения
- Военная история Грузинского гренадерского Е. И. В. Великого Князя Константина Николаевича полка, в связи с историей Кавказской войны. — Тифлис, 1865.
- Куринцы в Чечне и Дагестане. 1834—1861 г. Очерк истории 79 пехотного Куринского Его Императорского Высочества Великого Князя Павла Александровича полка. — Тифлис, 1885.
- Военно-статистическое описание Терской области. Ч. 1-2. — Тифлис, 1888.
- Военно-статистический и стратегический очерки Лазистанского Санджака. — Тифлис, 1902.
- Служба войск при атаке и обороне крепостей. — Варшава, 1900 (2-е изд., 1902).

## Награды
За свою службу Казбек был награждён многими орденами, в их числе:
- Орден Святой Анны 3-й степени (1871 год)
- Орден Святого Станислава 2-й степени (1874 год)
- Орден Святого Владимира 4-й степени (1875 год)
- Орден Святой Анны 2-й степени с мечами (1877 год)
- Золотое оружие с надписью «За храбрость» (1877 год)
- Орден Святого Владимира 3-й степени (1888 год)
- Орден Святого Станислава 1-й степени (6 декабря 1895 года)
- Румынский большой крест ордена Короны (1898 год)
- Орден Святой Анны 1-й степени (6 декабря 1899 года)
- Орден Святого Владимира 2-й степени (6 декабря 1903 года)